# موناک‌ایر
موناک‌ایر (به انگلیسی: Monacair) یک شرکت هواپیمایی است که در ۱۹۸۸ میلادی تأسیس شده‌است. دفتر مرکزی موناک‌ایر در موناکو واقع شده‌است.